# حيدر حيدر
حيدر حيدر (1936 - 2023) هو كاتب وروائي سوري. حظرت روايته وليمة لأعشاب البحر في عدة دول عربية، وأدت إلى ردود فعل غاضبة متأخرة من العلماء المسلمين في الأزهر.

## النشأة
ولد حيدر حيدر في العام 1936 في قرية حصين البحر من أعمال طرطوس، وفي قريته تلقى دراسته الابتدائية. بعد اتمام دراسته الإعدادية في مدينة طرطوس 1951 انتسب إلى معهد المعلمين التربوي في مدينة حلب حيث واصل دراسته وتخرج 1954.
في العام الثاني من الدراسة في المعهد ظهرت ميوله الأدبية، وبتشجيع من مدرّس اللغة العربية وبعض من الأصدقاء، كتب محاولته القصصية الأولى بعنوان مدارا، فنشرت على صفحات مجلة محلية تصدر في حلب.
في مطالع خمسينيات القرن العشرين كان المناخ السياسي في سوريا مضطرباً، باتجاهات وأفكار وتنظيمات وانقلابات ما بعد الاستقلال. كما بدت الحياة السياسية آنذاك غارقة في الفوضى والاضطراب بعد الهزيمة العسكرية في فلسطين، وبداية تأسيس المشروع الصهيوني، ونشوء الكيان الإسرائيلي. واختار حيدر حيدر التيّار العروبي-الوحدوي وانخرط فيه مع بقية رفاقه وزملائه من الطلاب، إلى جانب العمل الدراسي في المعهد.

## بداية حياته الأدبية
بعد التخرّج من المعهد وممارسة التدريس لعقد من الزمن، انتقل حيدر حيدر إلى دمشق العاصمة، حيث المناخ الأدبي متوافر من خلال وجود الكتّاب والمثقفين والحركة الثقافية النشطة.
في دمشق بدأ ينشر قصصاً في الدوريات اليومية والشهرية، وكانت مجلة الآداب اللبنانية أبرز المنابر التي كتب فيها قصصه الأولى، التي صدرت في مجموعة حكايا النورس المهاجر في العام 1968.

## تأسيس اتحاد كتاب العرب
بعد تأسيس اتّحاد الكتّاب العرب في دمشق في العام 1968، وكان أحد مؤسسيه وعضوا في مكتبه التنفيذي، نشر حيدر حيدر مجموعة الومض في العام 1970 بين مجموعة من الكتب كانت أولى إصدارات الاتّحاد.

## سفر وكتابات
- في العام 1970 غادر دمشق إلى الجزائر ليشارك في ثورة التعريب أو الثورة الثقافية كما يسمّيها الجزائريون، مدرّساًً في مدينة عنّابة، في الوقت الذي كان يواصل فيه الكتابة والنشر في الدوريّات العربية.
- نشر روايته الأولى الزمن الموحش عن تجربته في دمشق خلال سبعة أعوام، وانخراطه في المناخ الثقافي والسياسي. صدرت عن دار العودة في لبنان في العام 1973.
- في العام 1974 عاد من الجزائر إلى دمشق. ليستقيل من التعليم ويهاجر إلى لبنان. وعمل في إحدى دور النشر مراجعاً ومصحّحا لغويّاً .
- صدرت له مجموعة الفيضان القصصيّة عن اتّحاد الكتّاب الفلسطينيين في العام 1975 من بغداد، وفي 1982 أعيد طبعها مع التموّجات في بيروت عن المؤسّسة العربية للدراسات والنشر.
- مع بداية الحرب اللبنانية التحق حيدر حيدر بالمقاومة الفلسطينية في إطار الإعلام الفلسطيني الموحّد واتّحاد الكتّأب الفلسطينيين في بيروت.
- في زمن الحرب صدرت له التموّجات والوعول، وأعيد نشر رواية الزمن الموحش ورواية الفهد بعد فصلها عن مجموعة حكايا النورس المهاجر، وأعيد طباعة حكايا النورس والومض ثانية عن دار الحقائق في بيروت.
- في أوائل الثمانينات غادر بيروت إلى قبرص ليعمل في مجلة الموقف العربي الأسبوعيّة، مسؤولاً عن القسم الثقافي فيها. لكن رحلة قبرص كانت قصيرة لم تتجاوز العامين، وعاد بعدها ثانية إلى لبنان.
- بعد رحيل المقاومة الفلسطينية عن بيروت في العام 1982، إثر الاجتياح الإسرائيلي، عاد إلى قبرص ثانية مسؤولاً عن القسم الثقافي في مجلة صوت البلاد الفلسطينية. وفي 1984 صدرت له رواية وليمة لأعشاب البحر بطبعتها الأولى في قبرص.
- ثم عاد إلى سوريا وتفرغ للعمل الأدبي.
- ترجمت له قصص إلى اللغات الأجنبية: الألمانية، الإنكليزية، الفرنسية، الإيطالية والنرويجية. كما يجري العمل في ترجمة روايته مرايا النار إلى اللغة الإسبانية.
- أنجزت في كتبه رسائل جامعية عربية للدراسات العليا والماجستير في أكثر من بلد عربي: المغرب، تونس، الأردن، مصر وسوريا. حاز على درع غسان كنفاني للرواية العربية للعام 2022 من وزارة الثقافة الفلسطينية.[7]

## مؤلفات
- حكايا النورس المهاجر (قصص) الطبعة الأولى: 1968 وزارة الثقافة السورية-دمشق. الطبعة الثانية: 1977 دار الحقائق-بيروت. الطبعة الثالثة: 1999 دار ورد-دمشق. أخرجت كفيلم عام 1972 ونال عدّة جوائز منها جائزة مهرجان لوكارنو، مهرجان كارلوفي فاري، مهرجان دمشق للسينما الجديدة.
- الفهد الطبعة الأولى: 1968 وزارة الثقافة السورية-دمشق. الطبعة الثانية: 1977 دار ابن رشد-بيروت. الطبعة الثالثة: 1978 دار ابن رشد-بيروت. الطبعة الرابعة: 1991 دار الحصاد-دمشق.
- الومض الطبعة الأولى: 1970 اتحاد الكتاب العرب-دمشق. الطبعة الثانية: 1977 دار الحقائق-بيروت. الطبعة الثالثة: 1999 دار ورد-دمشق.
- الزمن الموحش (رواية) الطبعة الأولى: 1973 دار العودة-بيروت. الطبعة الثانية: 1979 المؤسّسة العربية للدراسات والنشر-بيروت. الطبعة الثالثة: 1991 دار أمواج-بيروت.
- الفيضان (قصص) الطبعة الأولى: 1975 اتحاد الكتاب الفلسطينيين-بغداد. الطبعة الثانية: 1982 المؤسّسة العربيّة للدراسات والنشر-بيروت. الطبعة الثالثة: 1986 دار الحوار-اللاذقية-سوريا.
- كبوتشي (سيرة حياة ونضال كبوتشي) الطبعة الأولى: 1978 دار ابن رشد-بيروت.
- الوعول (قصص) الطبعة الأولى: 1978 دار ابن رشد-بيروت. الطبعة الثانية: 1989 دار الحصاد-دمشق.
- التموّجات (قصتان) الطبعة الأولى: 1982 المؤسّسة العربيّة للدراسات والنشر-بيروت. الطبعة الثانية: 1986 دار الحوار-اللاذقية-سوريا.
- وليمة لأعشاب البحر: نشيد الموت (رواية) الطبعة الأولى: 1984 قبرص-الناشر: حيدر حيدر. الطبعة الثانية: 1988 دار أمواج-بيروت. الطبعة الثالثة والرابعة: 1992 دار أمواج-بيروت. الطبعة الخامسة والسادسة: 1997 دار ورد-دمشق.
- مرايا النار، فصل الختام (رواية) الطبعة الأولى: 1992 دار أمواج-بيروت. الطبعة الثانية: 1995 دار بترا-دمشق. الطبعة الثالثة: 1998 دار ورد-دمشق.
- أوراق المنفى شهادات عن أحوال زماننا (وثائق). الطبعة الأولى: 1993 دار أمواج-بيروت. يضمّ العديد من المقالات التي نشرها في مجلات أدبيّة مختلفة (1987-1974).
- غسق الآلهة (قصص) الطبعة الأولى: 1995 دار أمواج-بيروت. الطبعة الثانية: 1995 دار بترا-دمشق. الطبعة الثالثة: 1996 دار ورد-دمشق.
- شموس الغجر (رواية) الطبعة الأولى: 1997 دار ورد-دمشق. الطبعة الثانية: 1998 دار ورد-دمشق.

## وفاته
توفي حيدر حيدر في 5 مايو 2023 عم عمر ناهز السابعة والثمانين.

## وصلات خارجية
- حيدر حيدر على موقع أرشيف الشارخ.